# Ellen Fiske
Ellen Fiske, född 23 juli 1987 i Uppsala, är en svensk filmregissör.
Efter utbildning vid bland annat Biskops-Arnö folkhögskola och Stockholms dramatiska högskola debuterade hon 2014 med kortfilmen Keep Me Safe på Tempo filmfestival. Fiske debuterade på de svenska biograferna med dokumentären Josefin & Florin 2019.
Hon har vid tre tillfällen varit Guldbaggenominerad, för Josefin & Florin (2020) för bästa dokumentär och för Scheme Birds (2021) för bästa film och bästa dokumentär. 